# Bruce Bushman
Bruce Bushman (20 avril 1911, New Jersey - 12 février 1972, Hollywood, Californie) est un artiste de layout et directeur artistique américain pour l'animation, ayant travaillé entre autres pour les studios Disney.

## Filmographie
- 1940 : Pinocchio, layout (non crédité)
- 1940 : Fantasia pour la séquence Casse-Noisette, direction artistique
- 1944 : Premiers Secours, layout
- 1945 : Pluto est de garde, layout
- 1953 : Dingo toréador, layout
- 1953 : L'Art de la danse, layout
- 1953 : Football Now and Then, layout
- 1953 : How to Sleep, layout
- 1954 : Donald's Diary, layout
- 1954 : Pigs is Pigs, layout
- 1954 : Casey Bats Again, layout
- 1954 : Social Lion, layout
- 1955 : The Mickey Mouse Club, direction artistique (5 épisodes)
- 1957-1958 : Disneyland, direction artistique (2 épisodes)
- 1959 : Disneyland '59, direction artistique